# Meisterschüler
Als Meisterschüler wird der Teilnehmer eines Meisterkurses an einer entsprechenden Weiterbildungseinrichtung, wie etwa einer Handwerkskammer, oder ein Alumnus mit ausgezeichnetem Diplom mit einem absolvierten einjährigen postgradualen Studium nach Diplomabschluss an einer Kunst- oder Musikhochschule bezeichnet. Diplomabschluss heißt nicht unbedingt Meisterschülerabschluss.
Ein Meisterschülerstudium können an deutschen Kunsthochschulen oder Musikhochschulen diejenigen Studenten beginnen, die das reguläre Studium mit überdurchschnittlichen Leistungen absolviert haben. Über die Zulassung in die Meisterklassen der Hochschulen entscheidet eine Kommission. Bis der Meisterschülertitel bzw. Meisterschülerbrief verliehen wird, müssen in der Regel noch ein oder zwei weitere Studienjahre an der Kunst- oder Musikhochschule verbracht werden.
Die Bezeichnung Meisterschüler wird an manchen Kunsthochschulen als akademischer Grad verliehen, an anderen durch den jeweiligen Professor als – nicht gesetzlich geregelte – Abschlussbezeichnung vergeben. Das Meisterschülerstudium existiert besonders an jenen Kunsthochschulen, die sich in der Tradition der Meisterklassen und des Studiums bei einem einzelnen Professor sehen. Andere Hochschulen bieten Vergleichbares teilweise auch unter anderer Bezeichnung; beispielsweise als Aufbaustudium, das mit einem Zertifikat abschließt.
Auch wird das Aufbaustudium oft ohne durch eine Prüfungsordnung geregelte Prüfung abgeschlossen. An einigen Kunsthochschulen existieren daher Meisterschüler-/Aufbaustudien parallel zu Promotionsstudien. Für staatliche Stipendien zur Förderung des künstlerischen und wissenschaftlichen Nachwuchses können meist sowohl Doktoranden als auch Meisterschüler/Aufbaustudenten vorgeschlagen werden.
In historischem Kontext bezeichnet der Ausdruck schlicht den Schüler eines alten Meisters, insbesondere ein Mitglied einer Werkstatt.